# Smrčki
Smrčki (znanstveno ime Morchella) so rod gliv iz družine jamičark (Morchellaceae).

## Značilnosti
Rod smrčkov je tesno povezanih z anatomsko enostavnejšimi čašicami v redu skledarjev (Pezizales). Te značilne glive imajo videz satja zaradi mreže grebenov z jamicami, ki sestavljajo njihove klobuke. Njihova notranjost je vedno votla.
Smrčke cenijo gurmanski kuharji, zlasti v katalonski in francoski kuhinji, vendar so lahko strupeni, če jih uživamo surove ali premalo kuhane. Zaradi težavnega gojenja je komercialno nabiranje divjih smrčkov postalo večmilijonska industrija na zmerni severni polobli, zlasti v Severni Ameriki, Turčiji, na Kitajskem, v Himalaji, Indiji in Pakistanu, kjer so te cenjene glive pogoste.
Kljub temu ima uživanje smrčkov lahko škodljive učinke. Še posebej se odsvetuje uživanje surovih smrčkov. Neznani toksin je mogoče nevtralizirati s kuhanjem. Poleg tega lahko kuhani smrčki povzročijo želodčne težave, če jih kombiniramo z alkoholom.
Leta 2023 je bila restavracija s sušijem v Montani, povezana z 51 primeri prebavnih motenj, ki so se končali z dvemi smrtmi, čeprav obstaja možnost, da je prišlo do zamenjave s pomladanskim hrčkom (Gyromitra esculenta) .
Rod, tipiziran z užitnim smrčkom (Morchella esculenta) leta 1794, je bil vsa leta vir precejšnjih taksonomskih polemik, predvsem glede števila vključenih vrst, pri čemer so nekateri mikologi priznavali le tri vrste, drugi pa več kot trideset. Zadnje  molekularne filogenetske raziskave kažejo, da bi lahko obstajalo skoraj 100 različnih vrst smrčkov po vsem svetu, večina od njih kaže visok kontinentalni endemizem in provincializem.

## Seznam smrčkov Slovenije[9]
- rebravi smrček (Morchella costata)
- debelobetni smrček (Morchella crassipes)
- slastni smrček (Morchella deliciosa)
- visoki smrček (Morchella elata)
- užitni smrček (Morchella esculenta)
- veliki smrček (Morchella gigas)
- vrtni smrček (Morchella hortensis)
- zastirni smrček (Morchella importuna)
- praški smrček (Morchella pragensis)
- šilasti smrček (Morchella semilibera)
- navadni smrček (Morchella vulgaris)
- ameriški smrček (Morchella americana)